# Dendya triradiata
Dendya triradiata är en svampdjursart som beskrevs av Tanita 1943. Dendya triradiata ingår i släktet Dendya och familjen Soleneiscidae.
Artens utbredningsområde är havet kring Japan. Inga underarter finns listade i Catalogue of Life.